# Adrar des Ifoghas
Az Adrar des Ifoghas hegytömb Mali Kidal régiójában található, mely átnyúlik Algériába is. Kiterjedése mintegy 250 000 km². A területet széles és sekély völgyek tagolják, és elszórtan gránittömbök találhatók itt. A hegytömb a keleti Tamesna-fennsík és a nyugati részén fekvő Telemsi-árok felé, valamint délen az Azaouak-völgy medencéje felé, valamint északról a Szahara részét képező Tanezrouft vidék felé nyitódik. A vidéken Kidal, Aguel'hoc, Boghassa, Essouk és Tessalit települések találhatóak. 
Az Adrar des Ifoghast úgy is szokták nevezni a helyiek, hogy „Adagh”, amely a  berber „Adrar” szó egy helyi változata, amely hegyet jelent. Az „Ifoghas” szó a vidéken generációkon keresztül uralkodó tuareg klánra, a „Kel Ifoghas”-ra utal. Akárcsak a tuaregek többsége a Kel Ifoghasba tartozó emberek is nomád életmódot folytatnak, tevéket, kecskéket és juhokat tenyésztenek létfenntartásuk és kereskedelem céljára.
A terület gazdag régészeti leletekkel rendelkezik, részben a prehisztorikus sziklarajzainak köszönhetően, melyek főleg vadászó férfiakat ábrázolnak, valamint a gazdálkodást és a szarvasmarha-tenyésztést festik le. A területen Wladimir Besnard és Théodore Monod találták meg az Asselar ember csontvázát. Az utóbbi években az Adrar des Ifoghas népszerű túraútvonallá vált.

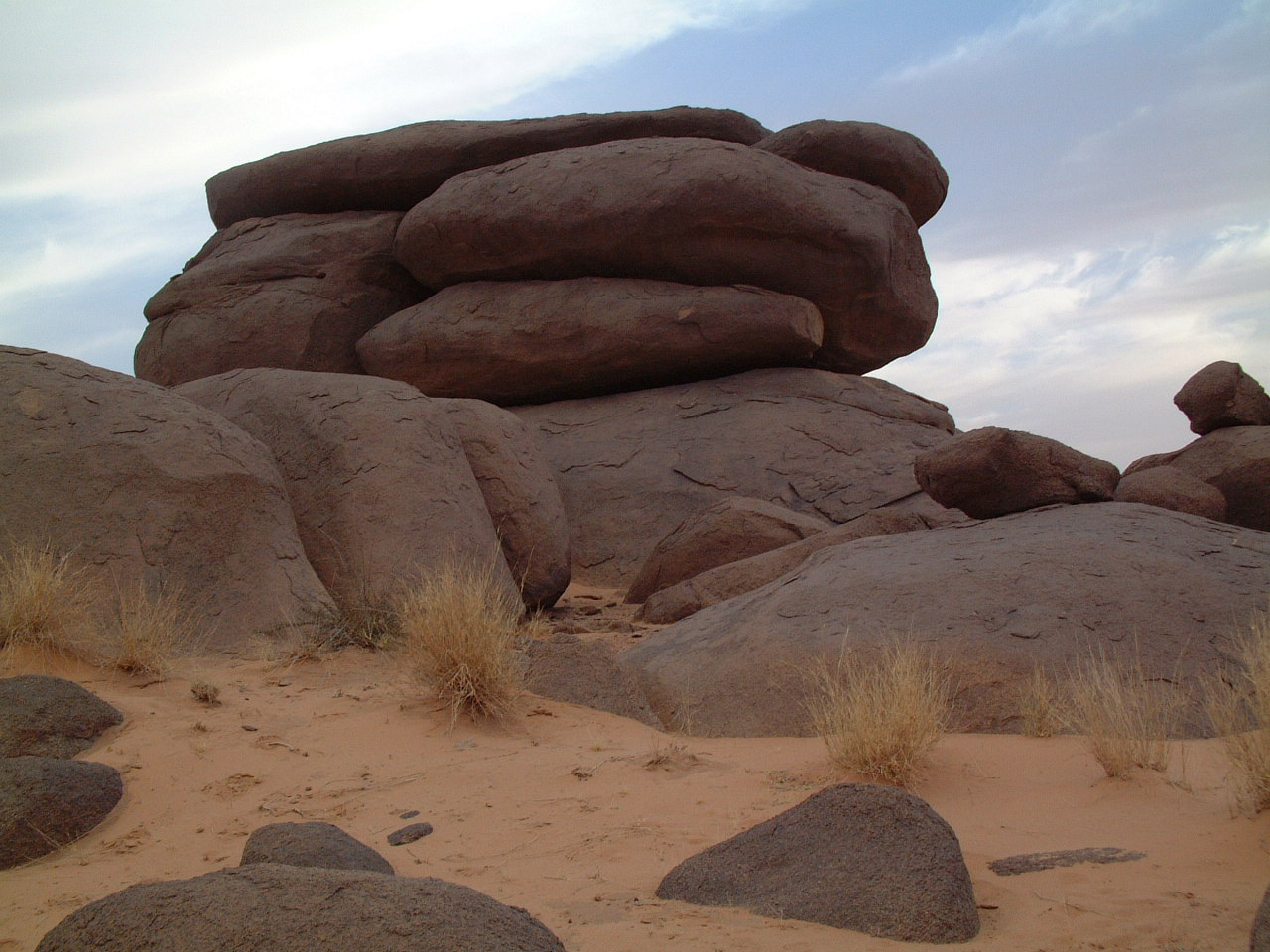
Sziklák

## Fordítás
Ez a szócikk részben vagy egészben  az   Adrar des Ifoghas című angol Wikipédia-szócikk ezen változatának fordításán alapul.  Az eredeti cikk szerkesztőit annak laptörténete sorolja fel. Ez a jelzés csupán a megfogalmazás eredetét és a szerzői jogokat jelzi, nem szolgál a cikkben szereplő információk forrásmegjelöléseként.